# Mizuho Matsuzaki
Mizuho Matsuzaki –en japonés, 松崎 みずほ, Matsuzaki Mizuho– (20 de enero de 1979) es una deportista japonesa que compitió en judo. Ganó una medalla en los Juegos Asiáticos de 2002, y tres medallas en el Campeonato Asiático de Judo entre los años 2000 y 2003.

## Palmarés internacional
| Juegos Asiáticos    | Juegos Asiáticos      | Juegos Asiáticos | Juegos Asiáticos |
| Año                 | Lugar                 | Medalla          | Categoría        |
| ------------------- | --------------------- | ---------------- | ---------------- |
| 2002                | Busan (Corea del Sur) | Medalla de plata | –78 kg           |
| Campeonato Asiático |                       |                  |                  |
| Año                 | Lugar                 | Medalla          | Categoría        |
| 2000                | Osaka (Japón)         | Medalla de plata | –78 kg           |
| 2001                | Ulán Bator (Mongolia) | Medalla de plata | –78 kg           |
| 2003                | Jeju (Corea del Sur)  | Medalla de oro   | –78 kg           |